# Drums Around the Corner
Drums Around the Corner è un album discografico del musicista jazz statunitense Art Blakey, registrato nel periodo 1958-1959 ma pubblicato solo nel 1999.

## Tracce
1. Moose the Mooche (Charlie Parker) – 15:19
2. Blakey's Blues (Art Blakey) – 11:07
3. Lee's Tune (Lee Morgan) – 8:26
4. Let's Take 16 Bars (Blakey) – 6:13
5. Drums in the Rain (Blakey) – 11:13
6. Lover (Richard Rodgers, Lorenz Hart) – 7:24
7. I've Got My Love to Keep Me Warm (Irving Berlin) – 7:11
8. What Is This Thing Called Love? (Cole Porter) – 5:43

## Formazione
Tracce 1-6
- Lee Morgan – tromba
- Bobby Timmons – piano
- Jymie Merritt – basso
- Art Blakey, Philly Joe Jones – batteria, timpani
- Roy Haynes – batteria
- Ray Barretto – congas

Tracce 7-8
- Paul Chambers - basso
- Art Blakey - batteria